# أحمد سعد (رباع)
أحمد سعد هو رباع مصري، ولد في 1 نوفمبر 1986.

## وصلات خارجية
- أحمد سعد على موقع الاتحاد الدولي (الإنجليزية)
- أحمد سعد على موقع اللجنة الأولمبية الدولية (الإنجليزية)
- أحمد سعد على موقع أوليمبيديا (الإنجليزية)